# Scotoniscus baccettii
Scotoniscus baccettii là một loài chân đều trong họ Trichoniscidae. Loài này được Manicastri & Argano miêu tả khoa học năm 1989.